# Бракета
Бракета (англ. bracket) — плоская деталь прямоугольной или какой-либо сложной формы, предназначенная для укрепления каркаса судового набора или соединения его элементов между собой.
Как правило, бракеты изготавливаются из материала корабельного корпуса и применяются для усиления скуловых соединений, вертикального киля, днищевых флоров и других элементов. В тех случаях, когда они имеют большие размеры то их неприваренные (свободные) кромки для увеличения прочности снабжаются отогнутыми фланцами или приваренными поясками.
Небольшие бракеты треугольной формы обычно именуются кницами.